# Edward Tarleton (Politiker 1712–1713)
Edward Tarleton war ein englischer Kaufmann und Bürgermeister von Liverpool.

## Leben
Edward Tarleton war einer der beiden Söhne des Kaufmanns Edward Tarleton aus dessen erster Ehe.
Er bekleidete von 1712 bis 1713 das Amt des Bürgermeisters von Liverpool. 30 Jahre zuvor hatte bereits sein Vater dieses Amt ausgeübt.
Edward Tarleton hatte drei Töchter. Der Kaufmann, Schiffseigner und Bürgermeister John Tarleton ist ein Enkel seines älteren Bruders John (1650–1721).